# مات ويت
مات ويت (بالإنجليزية: Matt Wait)‏ هو متسابق دراجات نارية أمريكي، ولد في 2 يونيو 1976 في لودي في الولايات المتحدة.